# Serious Sam (datorspel)
Serious Sam är ett första person shooter datorspel, släppt i två episoder och det första i Serious Sam serien, utvecklad av Croteam. Ursprungligen släpptes endast för Microsoft Windows, Serious Sams stigande popularitet resulterade i att episoderna släpptes till Xbox, GameCube, PlayStation 2, Game Boy Advance, Linux och Palm OS, samt i omarbetning av båda episoderna för Microsoft Windows, Linux och Xbox 360 i high definition.
Serien följer äventyren av huvudpersonen Sam "Serious" Stone och hans kamp mot krafterna från den ökända utomjordiska övertalaren Mental som försöker förstöra mänskligheten.